# Шаріпов Жусупбек Шаріпович
Шаріпов Жусупбек Шаріпович (27 квітня 1955) — киргизький дипломат. Надзвичайний і Повноважний Посол Киргизстану в Україні (2017—2022). Посол за сумісництвом в Молдові, Болгарії та Румунії.

## Життєпис
Народився 27 квітня 1955 року в селі Кара-Кульджа, Ошська область, Киргизька Республіка. У 1978 році закінчив Київський інженерно-будівельний інститут. Володіє киргизькою, російською, арабською та українською розмовною мовами.
У 1978—1979 рр. — Інженер проєктно-кошторисної групи Тресту «Ошстрой», м. Ош;
У 1979—1985 рр. — Майстер, старший виконроб-начальник ділянки Джалал-Абадського будівельно-монтажного управління, тресту «Ошстрой», м. Джалал-Абад;
У 1985—1986 рр. — Інструктор промислового відділу Карасуйському районного комітету КП Киргизії, м. Кара-Суу;
У 1986—1989 рр. — Заступник, Перший заступник Голови виконавчого комітету Таш-Комурского міської ради народних депутатів, м. Таш-Комури;
У 1989—1990 рр. — Слухач Вищої партійної школи, м. Саратов;
У 1990—1992 рр. — Заступник голови виконавчого комітету Ошської міської ради, м. Ош;
У 1992—1994 рр. — Заступник голови міської державної адміністрації, м. Ош;
У 1994—1995 рр. — Начальник управління Ошського обласного газового господарства, м. Ош;
У 1995—1997 рр. — Перший заступник глави місцевого самоврядування міста Ош;
У 1997—1999 рр. — Інспектор, Заступник завідувача організаційним відділом Адміністрації Президента Киргизької Республіки;
З січня по вересень 1999 р — Голова Жовтневої районної державної адміністрації м. Бішкек;
У 1999—2000 рр. — Міський голова м. Ош;
У 2000—2002 рр. — Голова державної адміністрації Іссик-Кульської області Киргизької Республіки — Губернатор;
У 2002—2005 рр. — Голова державної адміністрації Жалал-Абадської області Киргизької Республіки — Губернатор;
У 2005—2007 рр. — Суспільно-політична діяльність;
У 2007—2014 рр. — Надзвичайний і Повноважний Посол Киргизької Республіки в Королівстві Саудівська Аравія, Державі Катар, Державі Кувейт, Арабської Республіки Єгипет та Постійний представник Киргизької Республіки в Організації Ісламського співробітництва, з резиденцією в м Ер-Ріяд.
У 2014—2017 рр. — Надзвичайний і Повноважний Посол Киргизької Республіки в Державі Кувейт, Королівстві Марокко, Йорданському Хашимітському Королівстві і Королівстві Бахрейн, з резиденцією в м Ель-Кувейт.
16 листопада 2017 року призначений Надзвичайним і Повноважним Послом Киргизької Республіки в Києві (Україна).
19 липня 2018 року вручив вірчі грамоти Президенту України Петрові Порошенку.

## Дипломатичний ранг
- Надзвичайний і Повноважний Посол Киргизької Республіки (2007);
- Державний радник Киргизької Республіки другого класу (2000);
- Почесний професор ряду університетів;
- Почесний громадянин ряду районів і міст Киргизької Республіки.

## Нагороди та відзнаки
- Медаль Киргизької Республіки «Данк» (Слава);
- Ювілейні медалі Киргизької Республіки «Манас -1000», «Ош-3000»;
- Почесна грамота Уряду Киргизької Республіки;
- Медалі Міністерства оборони;
- Медалі Міністерства внутрішніх справ Киргизької республіки;
- Медаль Міністерства закордонних справ Киргизької республіки;
- Міжнародна медаль «Золота Фортуна»;
- Відмінник Соціального фонду Киргизької Республіки.